# Hoplias
Hoplias es un género de pez de agua dulce de la familia Erythrinidae. Las especies de este género son denominadas comúnmente con el nombre de tarariras. Habitan en lagunas, arroyos, y ríos en regiones templadas y cálidas de América Central y del Sur. 

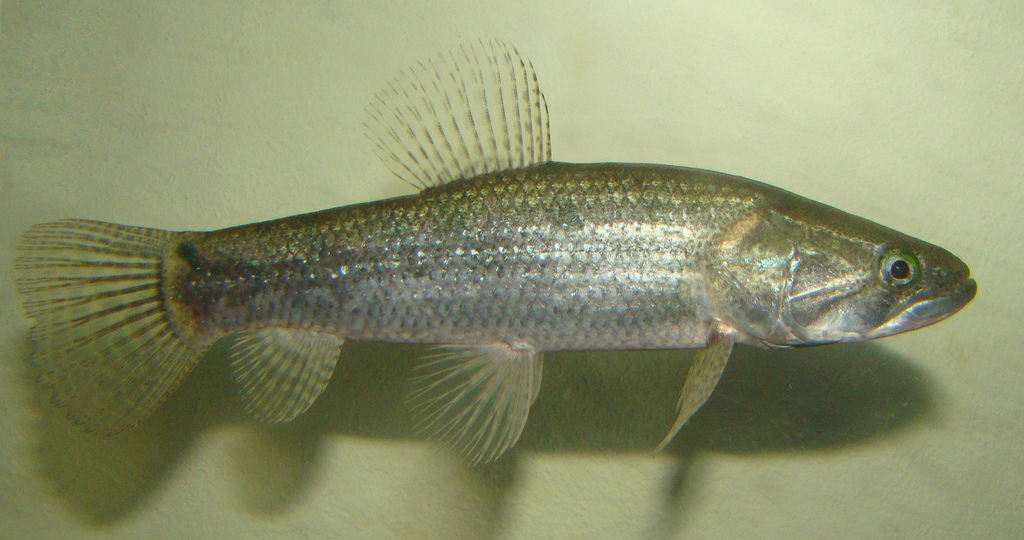
Hoplias malabaricus.

## Taxonomía
Este género fue descrito originalmente en el año 1903 por el ictiólogo estadounidense Theodore Gill.
Etimología
La etimología de su denominación científica Hoplias deriva del idioma griego donde hoplon es 'arma', en relación con sus poderosa dentición.
La palabra tararira proviene del tupí o guaraní.
Especies

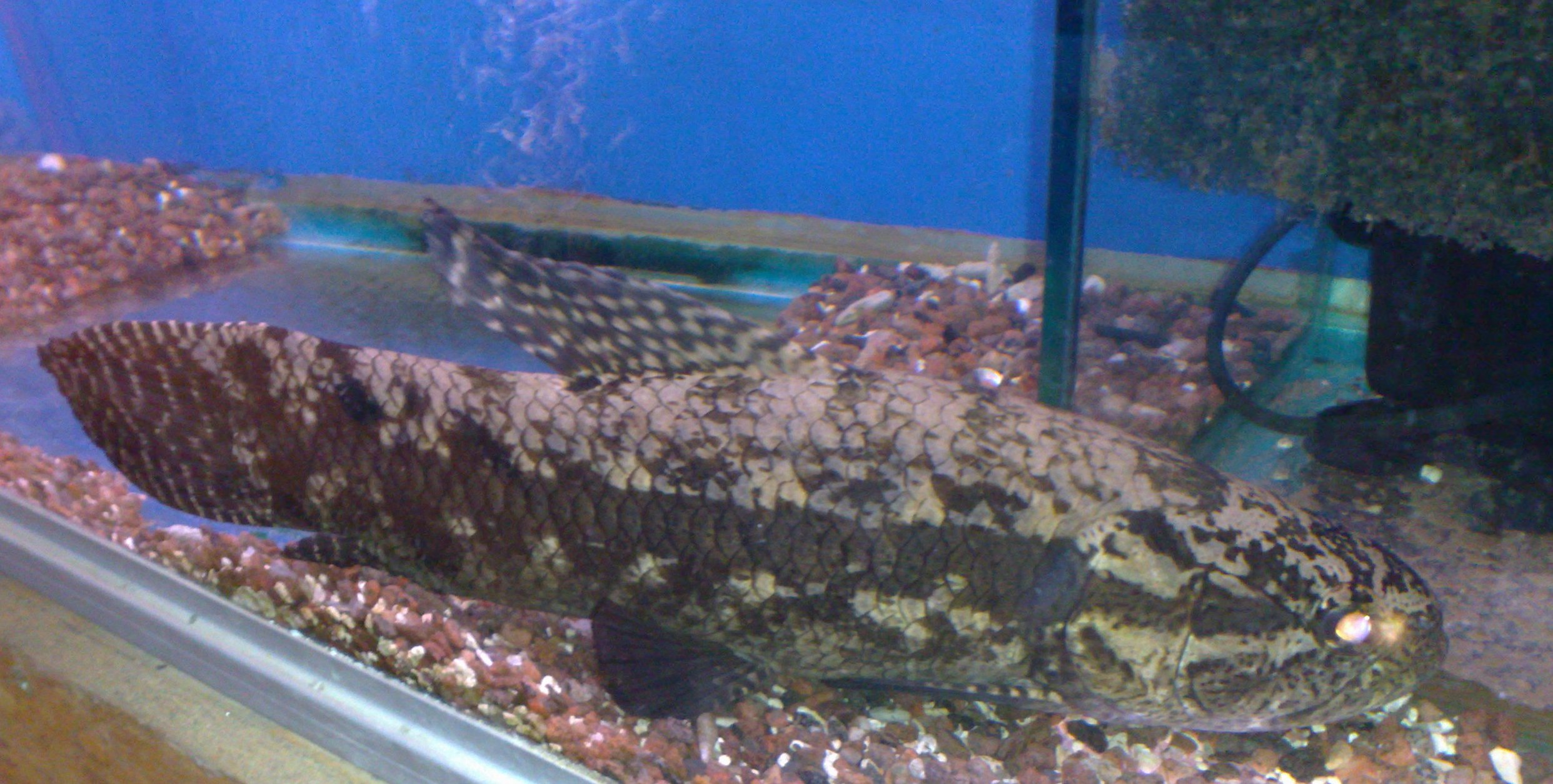
Hoplias macrophthalmus.

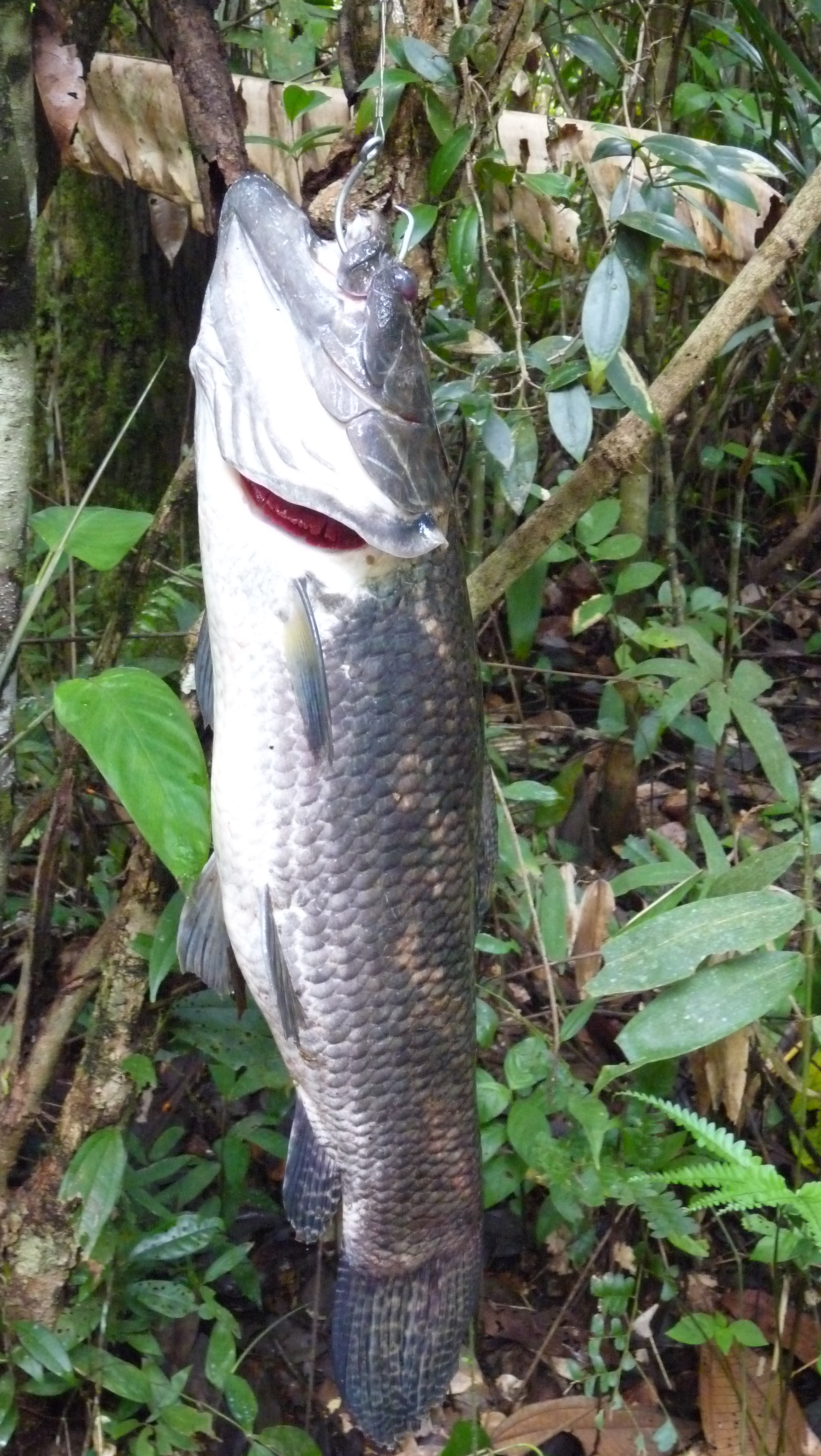
Hoplias aimara.

Este género se subdivide en  14 especies:
- Hoplias aimara (Valenciennes, 1847)
- Hoplias argentinensis Rosso, González-Castro, Bogan, Cardoso, Mabragaña, Delpiani, & Díaz de Astarloa, 2018[5]
- Hoplias auri Guimarães, Rosso, González-Castro, Souza, Díaz de Astarloa, & Rodrigues, 2021[6]
- Hoplias australis Oyakawa & Mattox, 2009
- Hoplias brasiliensis (Spix & Agassiz, 1829)
- Hoplias curupira Oyakawa & Mattox, 2009
- Hoplias intermedius (Günther, 1864)[7][8]
- Hoplias lacerdae A. Miranda-Ribeiro, 1908
- Hoplias macrophthalmus (Pellegrin, 1907)
- Hoplias malabaricus (Bloch, 1794)
- Hoplias mbigua Azpelicueta, Benítez, Aichino & Méndez, 2015[9]
- Hoplias misionera Rosso, Mabragaña, González-Castro, Delpiani, Avigliano, Schenone & Díaz de Astarloa, 2016[10]
- Hoplias patana (Valenciennes, 1847)
- Hoplias teres (Valenciennes, 1847)

Hoplias microcephalus (Agassiz, 1829) es el nombre de un pez de taxonomía incierta, con ejemplares tipo destruidos y descripción insuficiente.

## Descripción
Las tarariras son peces robustos, de cuerpo cilíndrico y boca grande. Poseen hábitos exclusivamente carnívoros, es por ello que cuentan con una poderosa dentadura. No presentan aleta adiposa. Las especies más grande pueden tener pesos que superan los 8 kilogramos.

## Costumbres
En algunos humedales se ubican en el tope de la cadena alimentaria, capturando todas las especies de peces de su biotopo, del mismo modo de anfibios, y roedores. Generalmente no son activas, pues capturan sus presas con la técnica del acecho.